# Stomphastis cardamitis
Stomphastis cardamitis là một loài bướm đêm thuộc họ Gracillariidae. Nó được tìm thấy ở Nam Phi và Namibia.
Ấu trùng ăn Croton subgratissimus. Chúng ăn lá nơi chúng làm tổ.